# Ugrinovci
Ugrinovci (srbsky Угриновци) jsou vesnice ve střední části Srbska, administrativně spadající pod městskou opštinu Zemun. Rozkládají se v rovinaté krajině Panonské nížiny v bezprostřední blízkosti hlavního města Bělehradu, resp. Zemunu. Spadá do historického regionu Sremu. Vesnicí protéká říčka Veliki Begej.
Z národnostního hlediska je obyvatelstvo v drtivé většině srbské národnosti (cca 97 %). V roce 2011 zde žilo 11 859 lidí.
První písemná zmínka o obci pochází z roku 1702 a potom ještě 1713. Místní pravoslavný kostel sv. Jiří byl vybudován před rokem 1756, kdy o něm existuje první zmínka. Škola zde byla otevřena v roce 1761. Tradičně se lidé věnovali zemědělství a chovu dobytka. V souvislosti s populačním růstem metropole Bělehradu začal počet obyvatel Ugrinovců po druhé světové válce rapidně růst. Tomu napomáhá i fakt, že v blízkosti se nachází např. dálnice A3 a dálnice A1. 